# Солището
Солището е седловина в Пирин планина. Разположена е на височина 2376 метра в Северния дял на Пирин на Каменишкото странично било между връховете Куклите и Кельо.
През Солището минава пътеката от хижа Беговица за хижа Пирин (кафява маркировка).